# Agrostidinae
Agrostidinae es una subtribu de hierbas de la familia Poaceae. El género tipo es: Agrostis L. Tiene los siguientes géneros.

## Géneros
- Achaeta E. Fourn. = Calamagrostis Adans.
- Agraulus P. Beauv. = Agrostis L.
- Agrestis Bubani = Agrostis L.
- ×Agropogon P. Fourn. = [Agrostis × Polypogon]
- Agrostis L.
- Alpagrostis P.M.Peterson, Romasch., Soreng & Sylvester
- Amagris Raf. = Calamagrostis Adans.
- ×Ammocalamagrostis P. Fourn. = [Ammophila × Calamagrostis]
- Ammophila Host
- Ancistragrostis S. T. Blake =~ Calamagrostis Adans.
- Ancistrochloa Honda = Calamagrostis Adans.
- Anisachne Keng = Calamagrostis Adans.
- Aniselytron Merr. ~ Calamagrostis Adans.
- Anomalotis Steud. = Agrostis L.
- Athernotus Dulac = Calamagrostis Adans.
- Aulacolepis Hack. = Calamagrostis Adans.
- Bromidium Nees & Meyen =~ Agrostis L.
- Calamagrostis Adans.
- Candollea Steud. = Agrostis L.
- Chaetopogon Janch.
- Chaetotropis Kunth =~ Polypogon Desf.
- Chaeturus Link = Chaetopogon Janch.
- Chamaecalamus Meyen = Calamagrostis Adans.
- Cinnagrostis Griseb. = Calamagrostis Adans.
- Cyathopus Stapf
- Decandolia Bastard = Agrostis L.
- Deyeuxia Clarion ex P. Beauv. =~ Calamagrostis Adans.
- Dichelachne Endl.
- Didymochaeta Steud. = Agrostis L.
- Echinopogon P. Beauv.
- Gastridium P. Beauv.
- Heptaseta Koidz., nom. inval. = Agrostis L.
- Hypseochloa C. E. Hubb.
- Hystericina Steud. = Echinopogon P. Beauv.
- Lachnagrostis Trin. =~ Agrostis L.
- Linkagrostis Romero García et al. =~ Agrostis L.
- Neoaulacolepis Rauschert = Calamagrostis Adans.
- Neoschischkinia Tzvelev = Agrostis L.
- Notonema Raf. = Agrostis L.
- Nowodworskya C. Presl = Polypogon Desf.
- Pentapogon R. Br.
- Pentatherum Nábelek = Agrostis L.
- Podagrostis (Griseb.) Scribn. & Merr. = Agrostis L.
- Polypogon Desf.
- Psamma P. Beauv. = Ammophila Host
- Pteropodium Steud., nom. inval. = Calamagrostis Adans.
- Raspailia C. Presl, nom. inval. = Polypogon Desf.
- Santia Savi = Polypogon Desf.
- Sclerodeyeuxia Pilg. = Calamagrostis Adans.
- Senisetum Honda = Agrostis L.
- Simplicia Kirk
- Stilpnophleum Nevski = Calamagrostis Adans.
- Stylagrostis Mez = Calamagrostis Adans.
- Trichodium Michx. = Agrostis L.
- Triplachne Link
- Vilfa Adans. = Agrostis L.